# Antinoo delfico
L'Antinoo di Delfi  è una statua antica che è stata rinvenuta nel sacrario di Apollo delfico durante un'operazione di scavo.
Antinoo era un giovane greco di straordinaria bellezza proveniente dalla Bitinia che divenne l'amato compagno e amante dell'imperatore romano Adriano, ma in seguito morì nel corso di un viaggio lungo il fiume Nilo in circostanze misteriose.
Costernato per la morte di Antinoo, Adriano, che era sempre stato un ammiratore e sostenitore appassionato dell'antichità classica greca, così come un benefattore dell'Oracolo di Delfi, fece ordinare che tutta una serie di statue del bellissimo giovane, che aveva amato così appassionatamente, fossero erette in tutti i santuari e le città del suo vasto impero. Inoltre, ordinò l'istituzione e la creazione di giochi in onore di Antinoo, che da allora in poi è stato onorato e adorato come un dio.
Così, una statua di Antinoo venne fatta erigere anche all'interno del santuario di Delfi, dopo la sua morte avvenuta nel 130 d.C. Durante gli scavi, la statua è stata scoperta in posizione verticale sul suo piedistallo, accanto alla parete di una camera in mattoni, a fianco del tempio santo. Dalle monete romane coniate per onorare Αntinous veniamo informati che la rappresentazione della statua è stata accompagnata dall'epiteto "Propylaeus". Quindi è legittimo supporre che essa sia stata originariamente collocata all'ingresso del santuario.
In seguito subì parecchi danni e si ruppe all'altezza del ginocchio, di modo che dovette essere spostata più vicino al tempio di Apollo, in una sorta di cappella, dove è stata ritrovata durante gli scavi, in condizioni relativamente buone. Le sue caratteristiche idealizzate così come la lucidatura intensa della sua superficie in marmo con un olio speciale (che ha contribuito a sopravvivere scintillante ed in ottime condizioni), è indicativo del tempo di Adriano.
Se diamo uno sguardo più da vicino alla statua si vede che la testa del giovane Antinoo è inclinata da un lato come se lui stesso fosse in uno stato di profonda riflessione. Intorno alla sua folta capigliatura e magistralmente scolpita, che circonda il suo volto e cade sulla fronte e sulle guance, possiamo vedere diversi fori che sono stati utilizzati per fissare una corona in bronzo di alloro. Il suo corpo è scolpito in un modo che gli conferisce quel tratto di nudo eroico che ha caratterizzato le statue di dei ed eroi dell'antichità classica.